# Oljeutsläppet i Mexikanska golfen 2010

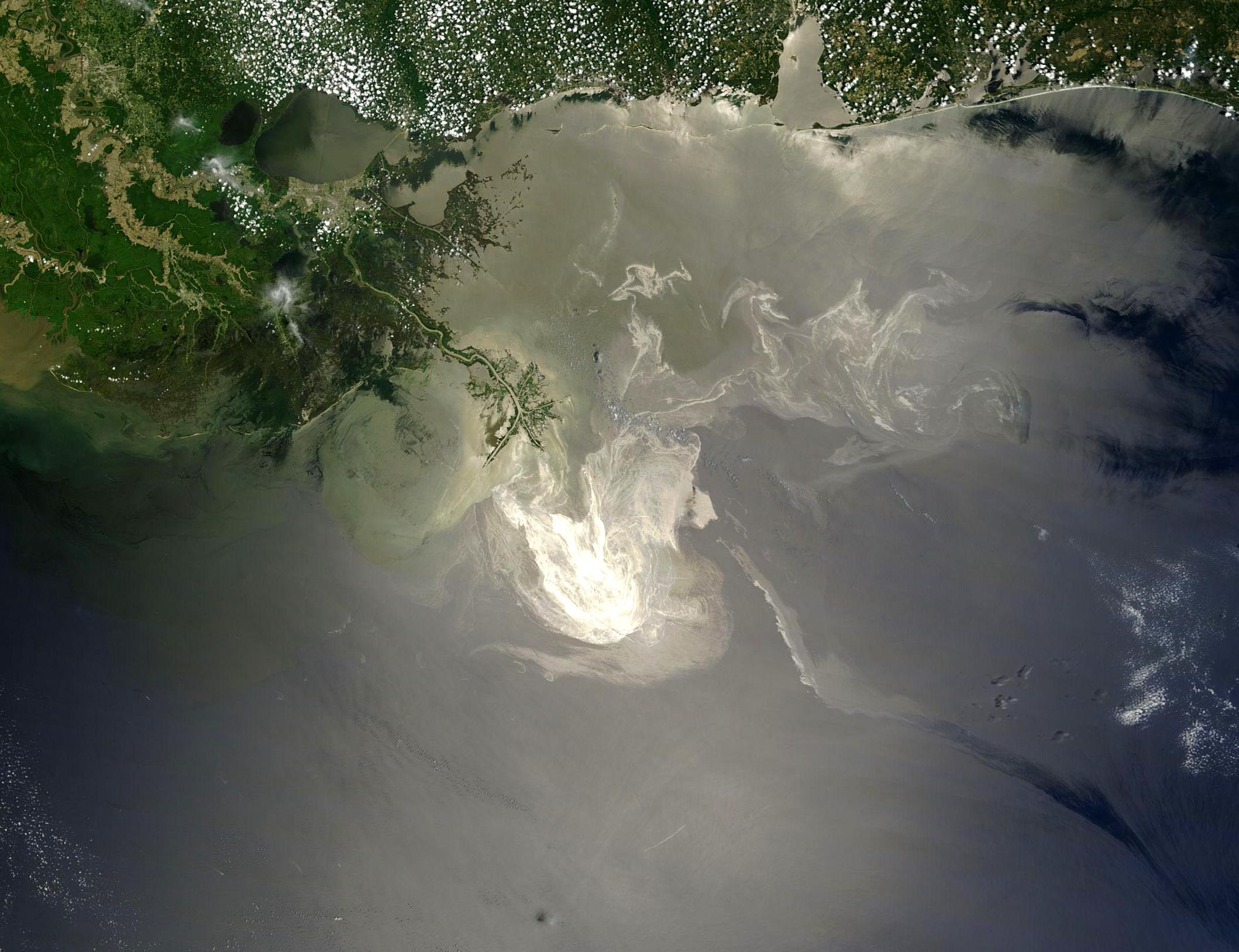
Oljeläckagets utbredning den 24 maj 2010.

Oljeutsläppet från prospekteringen Macondo i Mexikanska golfen 2010 startade i och med att oljeplattformen Deepwater Horizon exploderade och sjönk den 20 april 2010. Oljan flödade ut under tre månaders tid. Det är det största oavsiktliga marina oljeutsläppet i petroleum-industrins historia.
Utsläppet härstammade från en oljekälla på havsbotten, där borriggen Deepwater Horizon djuphavsborrade på 1500 meters djup. Sådana djup medför en ökad risk för olyckor. När riggen exploderade den 20 april 2010 dödades elva män som arbetade på plattformen och 17 andra skadades. Efter flera misslyckade försök stoppades läckan den 15 juli genom att brunnsöverbyggnaden som oljan strömmade ut ifrån täcktes över. Den hade då släppt ut omkring 4,9 miljoner fat råolja. 
Läckan har orsakat stor skada på havs- och djurlivsmiljöerna såväl som i golfens fiske- och turismnäring. Skepp, flytande bommar, förankrade barriärer, sandfyllda barrikader längst strandlinjen och dispersionsmedel användes för att försöka skydda långa sträckor av stränder, våtmarker och estuarium från den spridande oljan. Forskare har även rapporterat oljeplymer av upplöst olja under vattnet som inte synts från ytan. Fram till 2015 hade BP betalat 10,3 miljarder dollar i olika skadestånd, samt 4,5 miljarder i böter till amerikanska staten. Företaget Transocean har betalt 1,4 miljarder, samt Halliburton har tvingats betala 1,1 miljarder till amerikanska staten. Alla tre bolagen har därmed nått en överenskommelse om respektives ekonomiska ansvar, och stämningarna inbördes är avslutade. En domstol i USA  har fastslagit att projektets ägare, BP:s ansvar i målet utgörs av 67%, oljeborrplattformens ägare Transocean har 30% och Prospekteringsföretaget Halliburtons ansvar utgör 3% av haveriet. Dock kvarstår böter kopplat till "Clean Water Act", förmodat till flera miljarder dollar. 

## Händelseförlopp
Oljebolaget BP bekräftade att Deepwater Horizon fattat eld klockan 22:00 den 20 april 2010 amerikansk tid efter en kraftig explosion som dödade 11 av de 126 oljearbetarna ombord. Ytterligare sjutton personer skadades, varav tre svårt. Explosionen kan ha berott på ett plötsligt gasutsläpp från borrhålet på 1 500 meters djup, en så kallad utblåsning. Den utblåsningsventil som skulle ha varit installerad vid havsbottnen och som skulle stänga hålet vid en utblåsning fungerade inte. Inte heller var larmsystemen helt påslagna.
När plattformen förliste till följd av explosionen slets rören av, och trycket från oljekällan har pumpat ut 800 ton råolja per dag ifrån havets botten.
För att stoppa utsläppet försökte BP först på olika sätt stänga säkerhetsventilen. När inte det gick försökte man med en ”topp kill”, där man försökte pressa ned borrslam från toppen av borrhålet. Men trycket var för stort och borrslammet spottades därför upp igen av oljekällan. Eftersom BP visste att det var stor risk för att detta skulle ske, började man den 22 april - så fort det var praktiskt möjligt - att borra två avlastningshål.
25 april utsågs kommendanten för USA:s kustbevakning amiral Thad Allen till nationell insatsledare för katastrofen (engelska: National Incident Commander). Den 19 september var processen med dräneringsbrunnen framgångsrikt avslutad och den federala regeringen förklarade brunnen som "effektivt död".
Det beräknades att 53 000 fat (8 400 m3/d) strömmade ut ur källan precis innan den täcktes för. Man tror att det dagliga utflödet minskade med tiden, med 62 000 fat (9 900 m3/d) om dagen i början, för att sedan minska i takt med att reservoaren av kolvätet som gav bränsle åt oljekällan gradvis reducerades.

## Följder
Förlisningen har skapat ett stort oljeutsläpp på stränder runt Mexikanska golfen. BP samarbetar med det amerikanska inrikesdepartementet och säkerhetsdepartementet med en gemensam utredning om olyckan. Även USA:s representanthus och USA:s senat har startat varsin utredning.
Per den 30 juni 2010 har uppskattningsvis 1,6 till 3,6 miljoner fat olja läckt ut i Mexikanska golfen. [källa behövs]

## Saneringsarbete
12 länder har accepterats av USA till att hjälpa till med sanering och insamling av olja.

## Filmatisering
IMDB: Deepwater Horizon (2016)

## Galleri

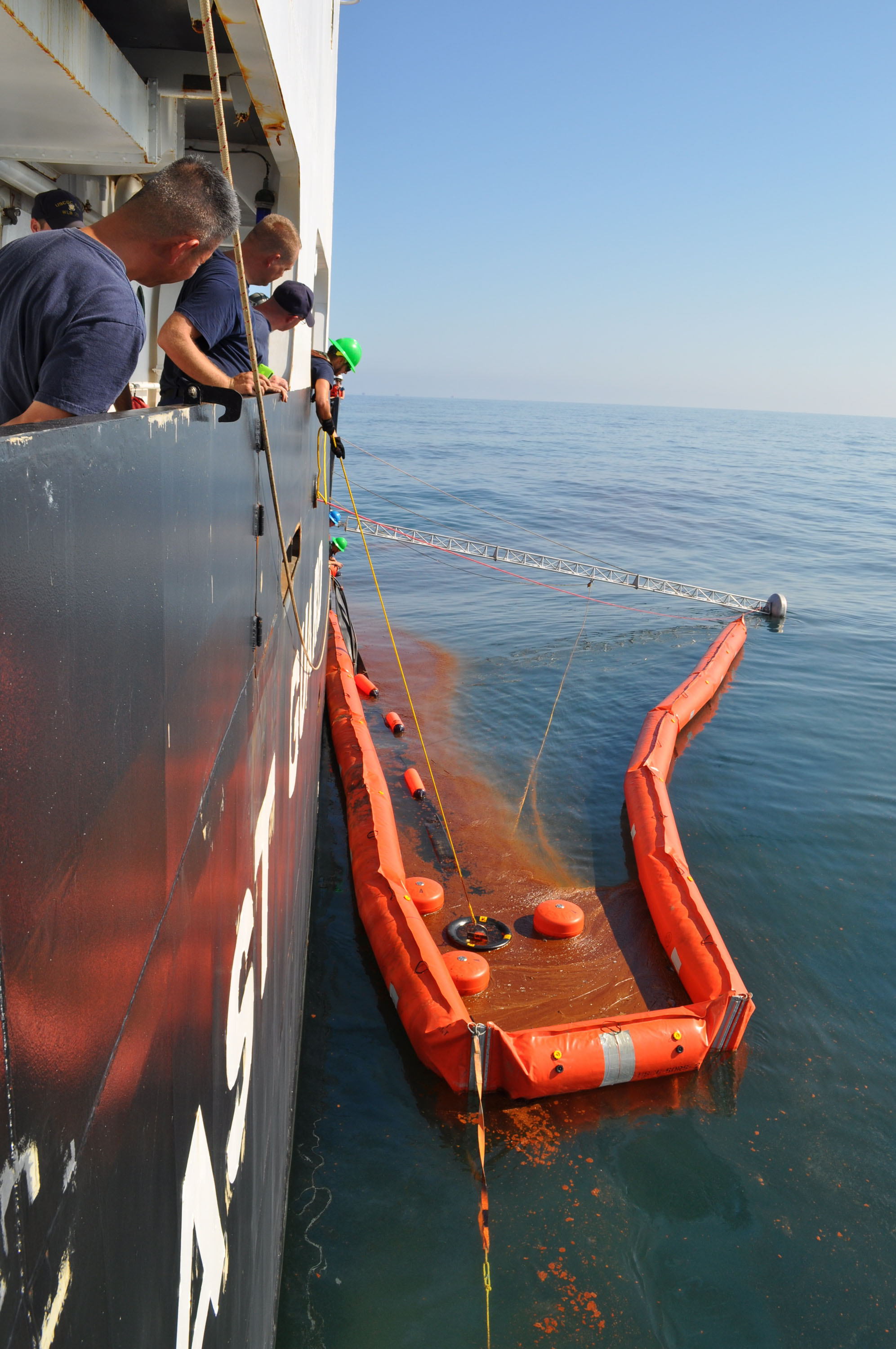
Ett fartyg ur USA:s kustbevakning under saneringsarbetet.
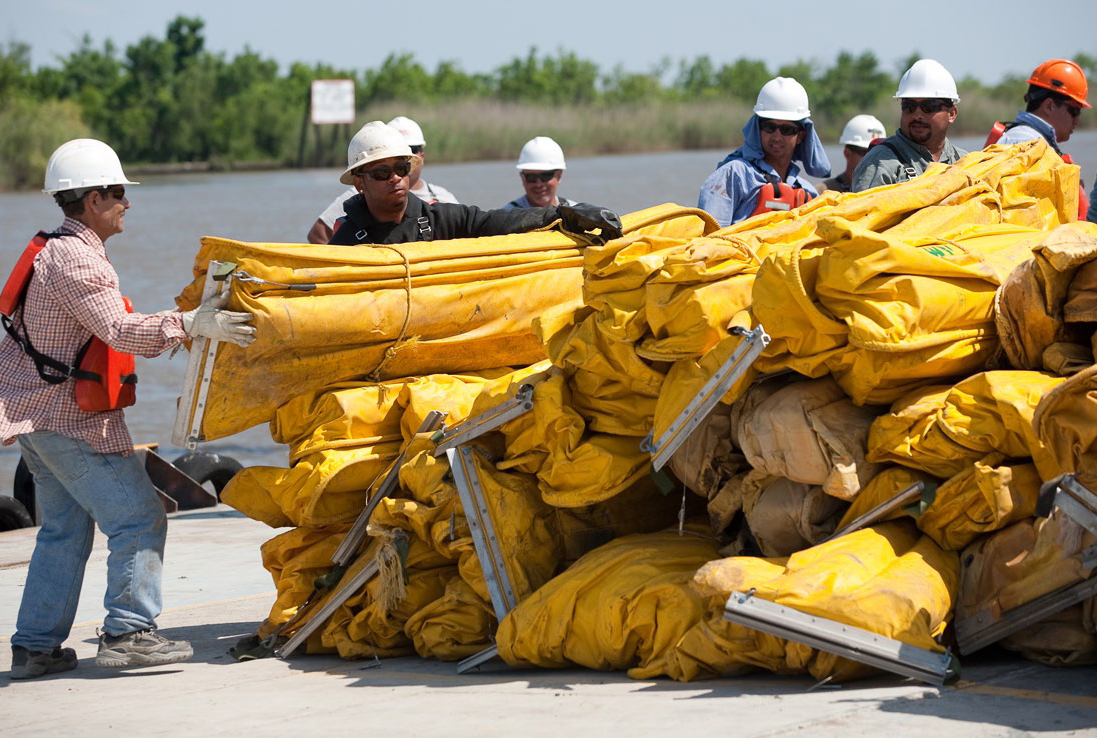
Oljelänsar förbereds för att hindra oljan att sprida sig.
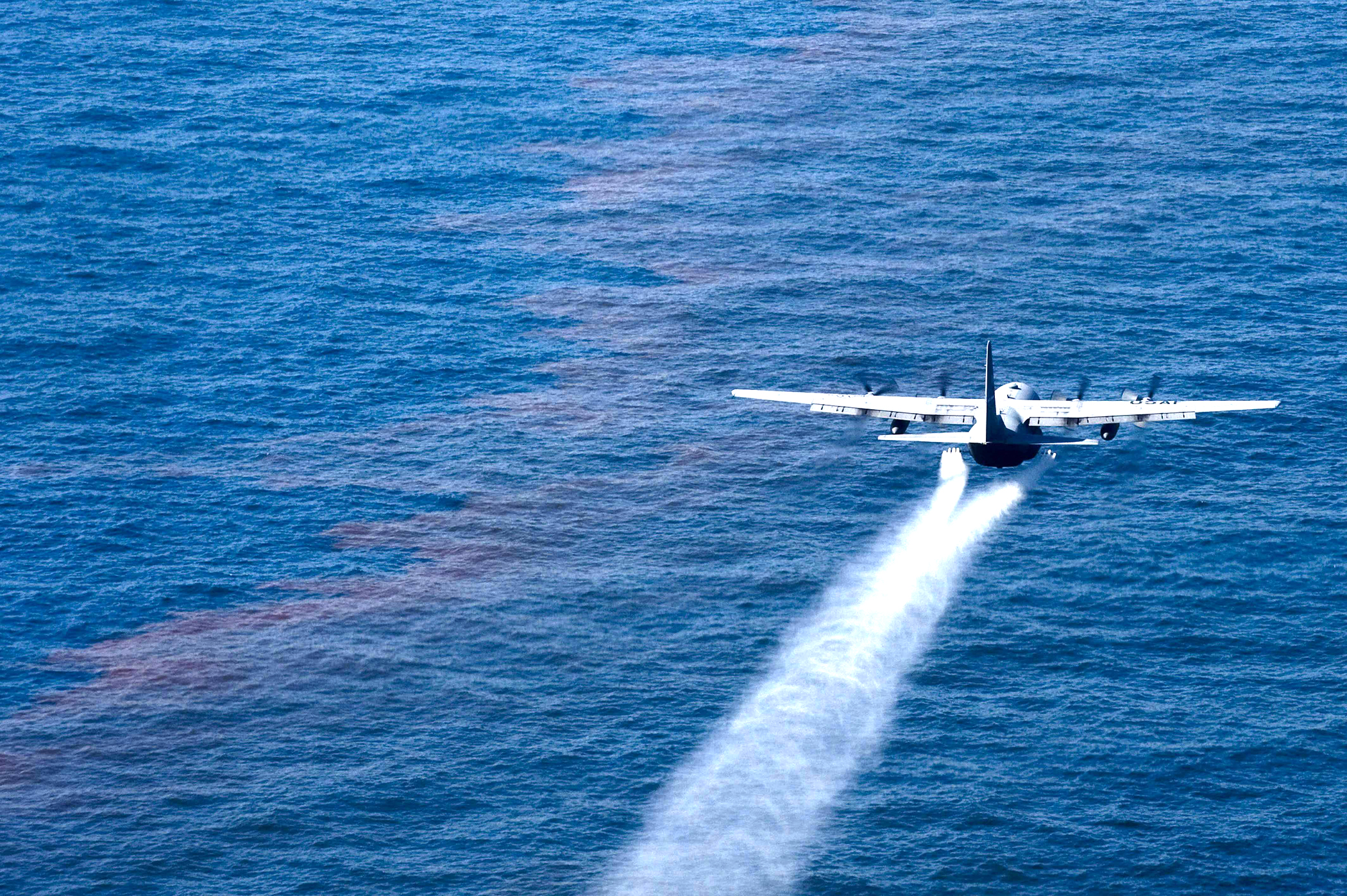
Ett C-130 flygplan sprider en oljeupplösande kemikalie i Mexikanska golfen.
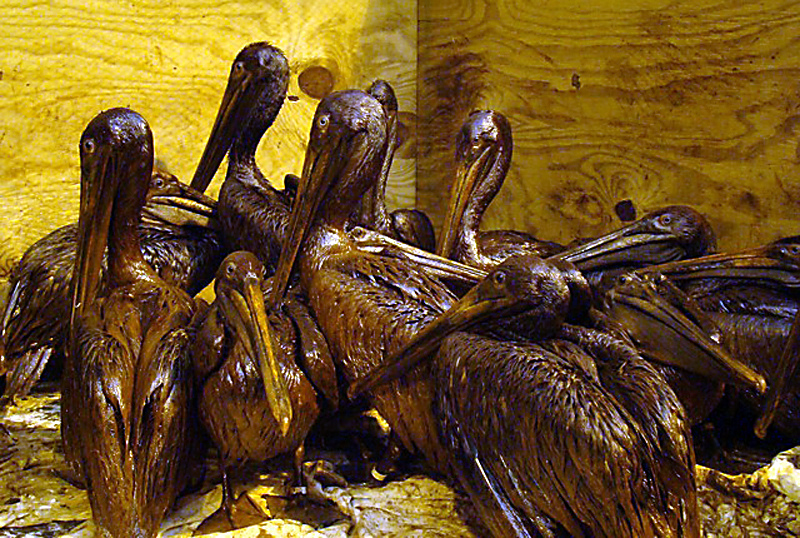
Kraftigt oljeskadade pelikaner i väntan på rengöring.